# Petín
Petín település Spanyolországban, Ourense tartományban. Petín Vilamartín de Valdeorras, O Barco de Valdeorras, A Veiga, O Bolo, Larouco és A Rúa községekkel határos. Lakosainak száma 861 fő (2024).

## Népesség
A település népessége az elmúlt években az alábbi módon változott:
| Lakosok száma | 1134 | 1095 | 1066 | 1030 | 982  | 961  | 921  | 861  | 883  | 861  |
|               | 2001 | 2004 | 2007 | 2009 | 2012 | 2014 | 2017 | 2019 | 2022 | 2024 |